# FUTURE SCAPE CLUB
FUTURE SCAPE CLUB（フューチャー スケープ クラブ）は、ラジオ番組『FUTURESCAPE』のコーナー。

## 概要
FUTURESCAPEで行われるMC小山薫堂v.s.柳井麻希のバトルのコーナー。
以前は1週間以内に結果の分かるスポーツやイベントの結果、もしくはリスナーからのアンケート結果を予測し、勝敗を決定していたが、2007年4月7日以降は、すぐに結果の出る形で、ディベート対決が行われている。
なお、敗者には罰ゲームが課せられる。

## ディベート
小山の意見と柳井の意見のどちらがリスナーの賛同を得られるかで、勝敗を決める。
対決テーマと意見は、予め決められている。
例えば「春になったら、してみたいことはどっち！？“髪をバッサリ？”それとも“新しいファッションにチャレンジ？”」など。
2つの意見のうち、どちらを主張するかは、抽選で決定する。
抽選方法はクジ引きで、箱の中に入れられた2色のボールのどちらを引き当てるかで、意見と先攻後攻も決まる。
ちなみに白が先攻、緑が後攻である。
ディベートの制限時間は1分間で、この与えられた時間の中で、どちらがより、リスナーの賛同を得られる主張を出来るかが勝負となる。
しかしながら小山は、己の勝利のために、様々な戦術を展開している。
自身のディベートの際は1分を経過しても、主張を止めない。
柳井のディベートが行われている最中にもかかわらず、反論をしたり、関係ない話をして妨害を企てる。
「自分に投票すれば、お宝画像を配信する」などと言って、リスナーを買収する。
これらの小山の行為は、明らかにルール違反である。
しかしながら、事実上は黙認されており、特になんのペナルティが課せられることもない。
柳井も非難の声は上げるものの、勝敗の結果を受け入れ、負けた場合は潔く罰ゲームを受けている。
また、ディベートのテーマは、回を増すごとに多様化しており、その内容に小山は不満を漏らすこともある。
特に放送開始10周年の回に至っては、「空に書くならどっち！？“愛してる”それとも“お肉食べたい”」というものであり、小山は裏FUTURE SCAPEで、栗コーダーカルテットに愚痴をこぼしている。
2009年8月8日より、対決ルールが一部変更されている。これまで、対決のテーマと共に、主張する意見もスタッフにより決められていたが、新方式ではテーマ（例：自分が監督として実写化したいおとぎ話は?）のみ指定され、主張する意見（例：ピノキオ、ヘンゼルとグレーテル）は各々で考えるというシステムになった。

## 投票
ディベート終了後、投票が行われる。
受付時間は「スタート」の合図から、1曲挟んで、締め切りの合図までで、
投票はPCならトップページの「battle」から 、ケータイなら「投票」から空メール送信で完了する。
途中経過は、PCもしくはケータイで、リアルタイムで確認できる。 
また、投票した全ての人の中から、抽選で100名にマル秘画像がプレゼントされる。 
AD・ボーダー就任中は、彼女制作の、オリジナル激レア「かぶりもの写真」が贈られていた。
なお注意点として、1人で何通もメールを送ることはできず 、複数のメールを送っても結果は変わらない。

## 結果発表
対決の勝敗は、ADによって発表される。
「○○％対○○％で、（薫堂さんor麻希さん）の勝ちです」といった形で行われるが、ADの裁量により「…（麻希さんor薫堂さん）の負けです」などフェイントをかけることもある。
またこの時間は、裏FUTURE SCAPEを除くオンエアー中では、ADの話が聞ける貴重なコーナーになっている。
ADの近況・ファッション・恋愛状況などについて、小山からチェックが入る。特に恋愛状況については、小山の鋭い観察眼により、過去、様々な恋模様が露呈している。
過去、AD・ボーダーが かぶりものを作成するようになってからは、かぶりものの発表・評価もここで行われていた。

## マル秘画像
FUTURE SCAPE CLUBに投票したリスナーが、抽選で貰える画像。
当選人数は100人だが、多数の投票が寄せられるこのコーナーで、当選確率は10人に1人とも言われている。
配信開始当初は「恥ずかしい写真」と称する、対決敗者の羞恥写真を撮影していた。
この写真は、次第に勝敗を左右する、大きな要因となっていく。
小山は、柳井の体の一部を接写することで、妄想を膨らませ得る写真を撮影。そのフェチ写真をエサにする形でリスナーを買収、多数の投票を獲得していった。
当時、バービー小山口こと、小山の撮影する柳井の写真は、柳井ファンの心を鷲掴みにしていた。柳井はその人気ゆえに敗北を重ねると言った、皮肉な結果を生んでいる。
ADがボーダー就任中は、その能力を生かして作成された、「かぶりもの」写真が配信されていた。
（詳しくは「かぶりもの」参照）
なお、画像の配信は、スタッフの手作業で行われている。

## かぶりもの
AD・ボーダーによって制作される、様々な動物・道具などを模した頭部装飾品。
知恵と叡智と、技術と魂の粋を集めて制作されている。
成人した男女がこれを被ることは屈辱的で、羞恥プレイとなることから、罰ゲームの付加的要素として制作された。
しかしながら、制作者の技術の向上により、かぶりもの自体のクオリティが高まることで、小山・柳井に「被ってみたい」と思わせるようになった。
現在では、本来、敗者のみ被ればいいはずのこの「かぶりもの」を小山は積極的に被り、その写真はホームページ上にアップされている。
かぶりものは、季節に関するものもあるが、全く関係ない場合もある。
「何故これを（テーマにした かぶりものを）作ろうと思ったのか？」という質問に、ボーダーは「なんでも日常生活を送っている間に、頭にかぶれそうな物は何かっていうのを、探しちゃうんですよね」と語っている。
小山・柳井両者が被れるよう、小山のサイズに合わせて制作される。それ故、柳井には大きすぎるといった課題も残されている。
|          | かぶりもの       |
| -------- | ---------------- |
| 10月27日 | カボチャ         |
| 11月 3日 | きのこ           |
| 11月10日 | くり             |
| 11月17日 | みかん           |
| 11月24日 | さつまいも       |
| 12月 1日 | ねずみ           |
| 12月 8日 | ぶた             |
| 12月15日 | 猫               |
| 12月22日 | クリスマスツリー |
| 12月29日 | いのしし         |

|          | かぶりもの           |
| -------- | -------------------- |
| 1月 5日  | ねずみ（ふたつ）     |
| 1月12日  | かがみもち           |
| 1月19日  | ペンギン             |
| 1月26日  | しろくま             |
| 2月 2日  | 鬼                   |
| 2月 9日  | ハート               |
| 2月16日  | 雪だるま             |
| 2月23日  | うさぎ               |
| 3月 1日  | いちご               |
| 3月 8日  | オレンジ             |
| 3月15日  | イカ                 |
| 3月22日  | めじろ               |
| 3月29日  | 花束                 |
| 4月 5日  | たまねぎ             |
| 4月12日  | バイキン             |
| 4月19日  | 犬                   |
| 4月26日  | たけのこ             |
| 5月 3日  | ツバメ               |
| 5月10日  | 白イルカ             |
| 5月17日  | 電話                 |
| 5月24日  | 羊                   |
| 5月31日  | 蛇                   |
| 6月 7日  | かさ                 |
| 6月14日  | アザラシ             |
| 6月21日  | アマガエル           |
| 6月28日  | ふくろう             |
| 7月 5日  | 10周年ケーキ         |
| 7月12日  | セイウチ（♀）        |
| 7月19日  | テントウムシ         |
| 7月26日  | スイカ               |
| 8月 2日  | ソフトクリーム       |
| 8月 9日  | 幽霊                 |
| 8月16日  | かき氷               |
| 8月23日  | メロン               |
| 8月30日  | 赤鉛筆               |
| 9月 6日  | トマト               |
| 9月13日  | 目玉焼き             |
| 9月20日  | りんご               |
| 9月27日  | きのこ               |
| 10月 4日 | ナス                 |
| 10月11日 | リス                 |
| 10月18日 | どんぐり             |
| 10月25日 | ハロウィンのカボチャ |
| 11月 1日 | 鹿                   |
| 11月 8日 | 柿                   |
| 11月15日 | 白鳥                 |
| 11月22日 | 猫                   |
| 11月29日 | ほおずき             |
| 12月 6日 | カラスウリ           |
| 12月13日 | 洋梨                 |
| 12月20日 | クリスマスツリー     |
| 12月27日 | 赤ちゃんアザラシ     |

|         | かぶりもの           |
| ------- | -------------------- |
| 1月 3日 | 赤い丑（うし）       |
| 1月10日 | 亀                   |
| 1月17日 | 雪うさぎ             |
| 1月24日 | チューブ絵の具       |
| 1月31日 | 太巻き               |
| 2月 7日 | プリン               |
| 2月14日 | ハート（ツノつき）   |
| 2月21日 | ハンバーガー         |
| 2月28日 | だるま               |
| 3月 7日 | ひよこ               |
| 3月14日 | ポット               |
| 3月21日 | 青虫                 |
| 3月28日 | 熊                   |
| 4月 4日 | サッカーボール       |
| 4月11日 | つくし               |
| 4月18日 | ハムスター           |
| 4月25日 | 女王蜂               |
| 5月 2日 | おにぎり             |
| 5月 9日 | パプリカ             |
| 5月16日 | 宇宙人（柳井）       |
| 5月23日 | やどかり             |
| 5月30日 | テレビ（ブラウン管） |
| 6月 6日 | チーズ（ねずみ付き） |
| 6月13日 | 柳井麻希             |
| 6月20日 | 小山薫堂             |
| 6月27日 | レモン               |
| 7月 4日 | かたつむり           |
| 7月11日 | 船                   |
| 7月18日 | カニ                 |
| 7月25日 | パンダ               |
| 8月 1日 | エビフライ           |
| 8月 8日 | はにわ               |
| 8月15日 | おたまじゃくし       |
| 8月22日 | シュウマイ           |
| 8月29日 | ひょうたん           |
| 9月 5日 | たこ焼き             |
| 9月12日 | ハコフグ             |
| 9月19日 | ラッコ               |
| 9月26日 | ピエロ               |

ちなみに以下が、帽子タイプ以外の、各タイプの作品
ボードに紙をはって顔の部分をくりぬいたタイプ
2007年10月27日 カボチャ
2007年11月 3日 きのこ
2007年11月10日 くり
2007年11月17日 みかん
2007年11月24日 さつまいも
マスク＆カチューシャ
2007年12月 8日 ぶた
2007年12月15日 猫
2007年12月29日 いのしし
2008年 1月 5日 ねずみ（ふたつ）
2008年 1月26日 しろくま
2008年 2月 2日 鬼
顔に当てるタイプ
2008年 2月 9日 ハート

### かぶりものの歴史
以前より、ディベート対決の敗者への辱めとして、そして投票者へのプレゼントとして「恥ずかしい写真」は配布されていた。ADボーダー就任以前の企画は「体のパーツの接写」であった。この企画は、度重なる柳井の敗北により、撮影できるパーツも尽き、企画は行き詰まりを見せていた。
そこで、新AD・ボーダーの美大生としてのスキルを生かして、新たな企画が打ち出されることになった。
絵の描いたボードに顔を出す為の穴が開いているという、観光地にある記念撮影用のボードに似た形式の作品を使用して、写真が撮影されたのである。
しかしながら、この形式では、パターンが限られることから、徐々に行き詰まりっていく。
そこで今度は、耳や角の付いたカチューシャとマスクを装着するという形式が採用された。「かぶりもの」の初期タイプの誕生である。
これによって、被写体となる小山・柳井は、装着したままでも自由に動けることとなり、かぶりものを着けての罰ゲームが可能となった。実際に柳井は、「ネズミ」を装着したまま腹筋をしている。
番組ホームページやポッドキャストの記録には、この「ネズミ」の記録しか残されてはいないが、このカチューシャ&マスク形態の作品は、鬼、猪など他にも数点存在している。
この後、この形態にもネタ切れを感じたボーダーは、後のスタンダードとなる「帽子タイプ」のかぶりものを考案。
頭部に装着するこのタイプは、顔のパーツとして装着しなければならないという制約が無いため、表現の自由度が増した。
このことで、作品は立体化、多様化の一途を辿り、動物に留まらず、日用品、食品、幽霊に至るまで様々なテーマで作品が作られるようになった。
2009年6月13日の放送では「目を書き込むことで完成する柳井の顔」翌週20日には「小山の顔」という新しいタイプのかぶりものも登場した。ちなみにこの柳井のかぶりものは、抽選の結果、バンコク在住のリスナー・「タイパパ」にプレゼントとされ、海外に初進出することとなった。

### 制作と保管
制作費は、番組から支給されている。
作品は、骨組みに、浸したティッシュを接着していくという技法で、形作られていく。
このベースとなる骨組みには、当初は画用紙を使用していたが、後に風船を用いるようになった。
なお、材料の一部には、彼女の使用したFUTURESCAPEの台本が、リサイクルとして使われており、環境への配慮もされている。
番組放送の土曜日に向けて、タイトなスケジュールでの制作は時間との戦いであり、構想を練りながら平行しての実作業を行わねばならない。
そんな状況の中で、過去一作品のみ、制作を断念されている。
「鯉のぼり」の制作中に行き詰まりを悟り、作業を中断、現在までお蔵入りしている。
番組で使用したかぶりものは、衣装ケースに入れて、ボーダー宅の戸棚に積み上げられていた。
3月21日時点では衣装ケースが6箱に到達。収納場所の確保が心配されていたが、かぶりもの展覧会での販売が決まり、購入者の手元で保管されることとなった。
作品を手放すことについてボーダーは、「自分が作った物を、誰かが楽しんでくれるのが一番良いかな」と述べている。

### かぶりもの展覧会
2009年4月25日（土）～26日（日）、北鎌倉の藤源氏（とうげんじ）ラボで行われた、かぶりものの展覧会。
製作開始から当日までの、全てのかぶりものが展示された。
来場者は作品に自由に触れ、実際にかぶり、写真の撮影も出来る。
希望者には作品の購入も可能である。ちなみに売約済みの作品には、赤いシールが目印として付けられたものの、発送は後日とし、期間内の展示に支障がないシステムを採用している。
会場である藤源氏ラボは、FMヨコハマの元スタッフ・レコード室の中村の開いたギャラリーで、この展覧会が こけら落としとなった。
会場となった藤源氏ラボは、古民家風の一軒家であり、この会場の特性を生かした展示の方法が採られた。
作品は、単に制作順に並べられた訳ではなく、テーブル、壁、階段、えもんかけなど家中の至る所に配置された。
床に置かれた場合、作品は統一された台ではなく、秤や釜の上、将棋盤や壺などの上に設置された。更に、動物であれば檻状のものの中、「太巻き寿司」であればタライの中であるなどテーマにちなんだ展示がされた作品もある。
また会場には、作品を被った小山・柳井の写真も張り出された。
2009年4月18日の放送で、小山・柳井は会場費を一日ずつ負担することを宣言、これによって提供がついた形となった。
2009年8月1日から31日まで、日光金谷ホテル本館1階「金谷の記憶」で、かぶりもの作品展示が開催された。展示されている作品は、前回同様、自由に被り、撮影することが出来る。なお、作品の中には金谷ホテルの為に作られた、オリジナルのかぶりもの（眠り猫）も一点含まれている。

## 罰ゲームの決定
罰ゲームは抽選で決定される。箱の中に入ったクジ（ピンポン玉）を引き、そこに書かれた罰ゲームが、敗者に課せられる。
しかしながら、（主に小山が）「これは面白くない」という理由で、もう一度選び直したり、そもそも箱にクジが1つしか入っていないという、選択肢すらない（1択）場合もあり、その公正さには疑問が残る。
また、この中には「スタッフボール」というものも入っており、これを引き当てた場合、スタッフの中の誰かを身代わりにすることが出来る。
過去、スタッフボールは度々出現し、小山・柳井をピンチから救っている。
罰ゲームを受けるスタッフは、指名によって決められ、数々のスタッフが罰ゲームの餌食になった。
このスタッフボールに続いて実用化されたのが「薫堂ボール」である。柳井の度重なる敗北により、罰ゲームの受刑者が柳井に偏ってしまった現状を打破するために考案された。このボールを引いた場合、敗者が柳井であっても、罰ゲームは小山に対し執行される。
ちなみに、このクジが1つしか入っていない場合、スタッフボールや薫堂ボールが、どうなっているのかは不明である。
なお、罰ゲームの執行は、ポッドキャストで配信されている裏FUTURE SCAPE内で行われている。